# Augusto Pestana
Augusto Pestana (Rio de Janeiro, 22 de maio de 1868 — Rio de Janeiro, 29 de maio de 1934) foi um engenheiro e político brasileiro. Radicou-se em fins da década de 1880 no Rio Grande do Sul, onde se notabilizou como líder republicano, administrador público e especialista em transportes ferroviários. Pestana conduziu a cidade de Ijuí à emancipação política em 1912, integrou a bancada gaúcha na Câmara dos Deputados em quatro legislaturas e fundou a hoje extinta Viação Férrea do Rio Grande do Sul (VFRGS).

## Origens e formação

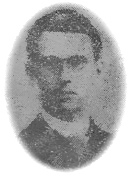
Augusto Pestana em 1887 (foto de M.Ferrez).

Augusto Pestana nasceu no bairro de São Cristóvão, na então capital imperial, em uma família de servidores públicos de origem portuguesa. Seu pai, Manuel José Pestana (c.1832-1883), era funcionário da Casa Imperial. Sua mãe, Januária de Abreu Pestana (1844-1893), era filha de um agente portuário do Ministério da Fazenda. O avô paterno, Antônio José Pestana (1790-1859), natural de Figueira da Foz, Portugal, foi juiz de paz no segundo distrito do Engenho Velho (São Cristóvão) nas décadas de 1830 e 1840, e era parente do padre e procurador eclesiástico português Antônio Pestana Coimbra (1684-1751), primeiro visitador apostólico no Rio Grande do Sul.
Órfão de pai aos quinze anos de idade, Augusto Pestana recusou a bolsa de estudos oferecida pela Princesa Isabel no Colégio Pedro II e, em seguida, na Faculdade de Direito de São Paulo. Na resposta que fez chegar à princesa, disse não poder aceitar favores da Coroa por ser "republicano convicto". Ávido leitor dos enciclopedistas e de Auguste Comte, passou a lecionar Português, Matemática, História e Geografia para ajudar a família e custear seus próprios estudos no Pedro II e, a partir de 1884, na Escola Politécnica do Rio de Janeiro.
Formou-se engenheiro geógrafo em 1886 e civil em 1888, o mais jovem de sua turma. Em paralelo aos estudos universitários, Pestana lecionou gratuitamente para alunos carentes na Associação Protetora da Instrução, fundada pelo senador e ex-chanceler Manuel Francisco Correia.

## Engenheiro no Rio Grande do Sul
Em 1888, pouco depois da conclusão de seus estudos na Escola Politécnica, Augusto Pestana aceitou convite para trabalhar como engenheiro da Comissão de Estudos e Construção da Estrada de Ferro Porto Alegre-Uruguaiana, função que lhe permitiria conhecer em profundidade o interior do Rio Grande do Sul, assim como acompanhar o desenrolar da Revolução Federalista (1893-1895) e a posterior consolidação no Estado da ditadura de Júlio de Castilhos, inspirada pela doutrina positivista de Auguste Comte, com a qual estava ideologicamente alinhado. Suas atividades incluíam deslocamentos constantes entre Porto Alegre, Cachoeira do Sul, Santa Maria e Saicã, à época um distrito de Rosário do Sul, onde chegou a residir.
Com a virtual paralisação das obras ferroviárias gaúchas por problemas orçamentários, Pestana aceitou em 1897 o convite de Júlio de Castilhos para chefiar a Comissão de Estudos do Rio Jacuí, em Porto Alegre, mas partiu em seguida para o Ceará a fim de trabalhar na Estrada de Ferro de Baturité. Sua estada no Nordeste foi curta e, em agosto de 1898, retornou ao Rio Grande do Sul como engenheiro das linhas telegráficas, função onde permaneceria por menos de quatro meses.

## Diretor e prefeito de Ijuí

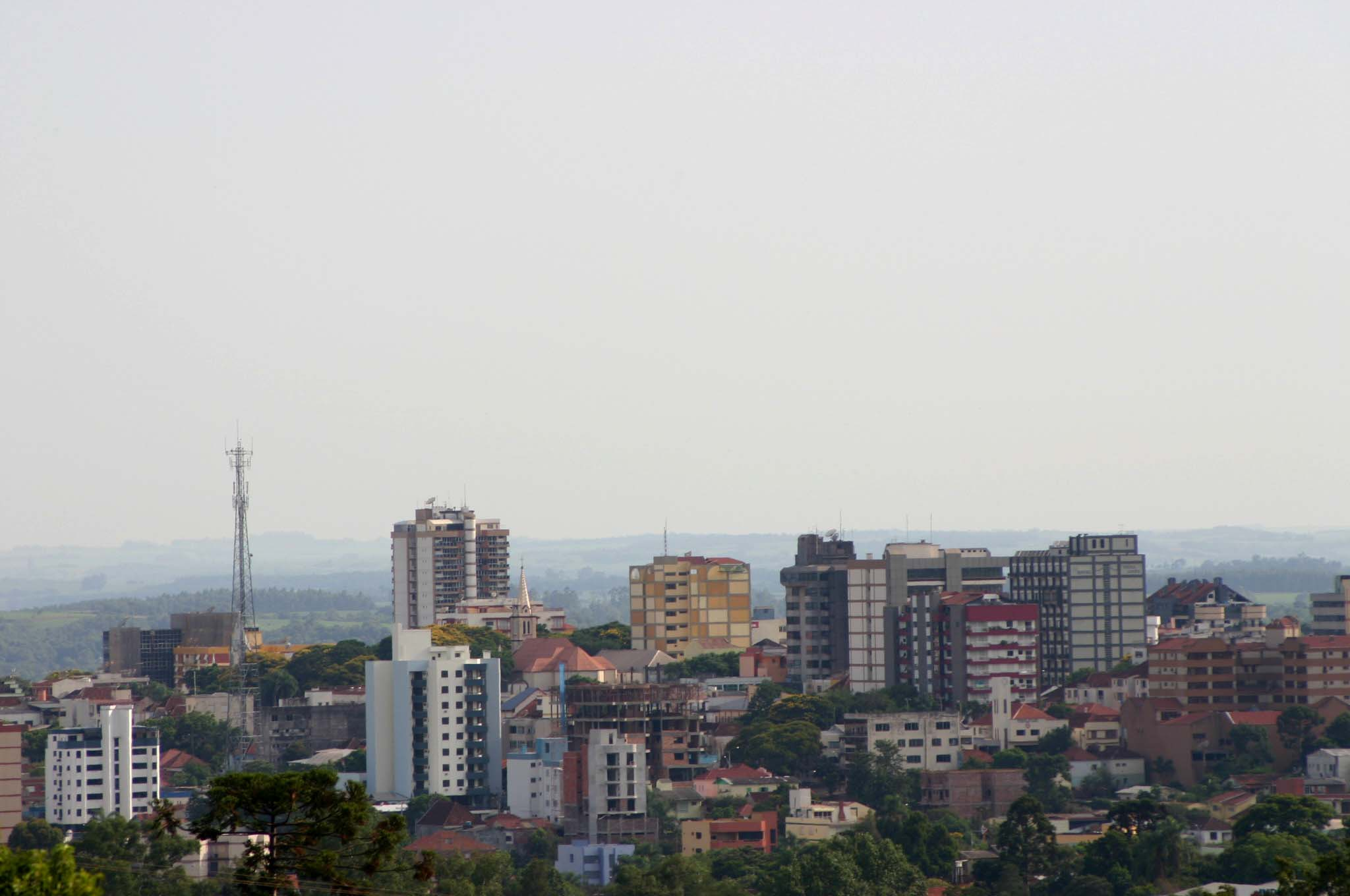
Vista oeste de Ijuí.

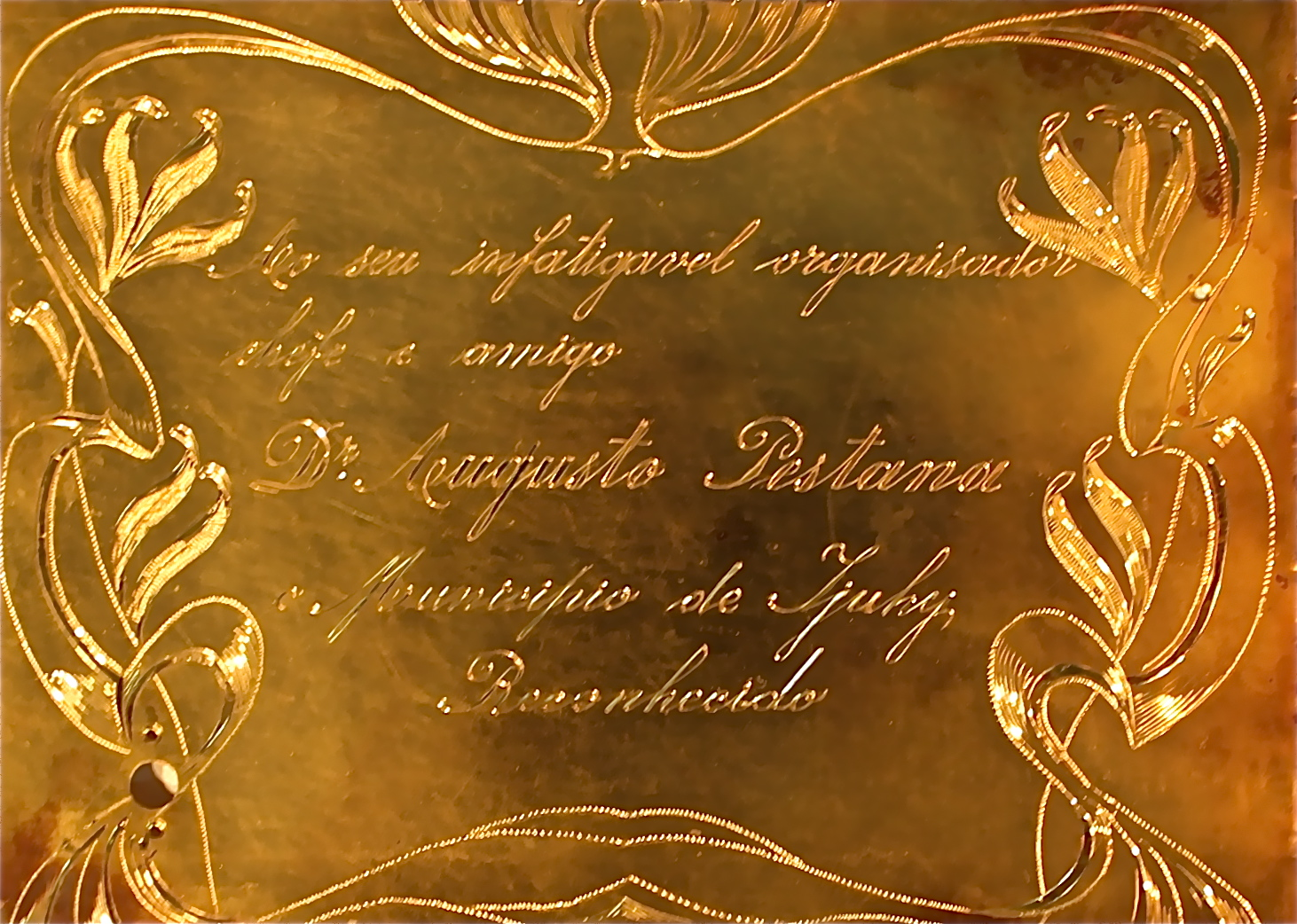
Placa de agradecimento de Ijuí a Pestana, 1912.

Em 6 de dezembro de 1898, Augusto Pestana foi nomeado pelo governo estadual para o duplo comando da Colônia de Ijuí, que havia sido fundada em 19 de outubro de 1890, e da Comissão Discriminadora de Terras Devolutas e Verificadora de Posses nos Municípios de Cruz Alta, Palmeira das Missões, Santo Ângelo e Passo Fundo, responsável pela regularização fundiária do noroeste do Rio Grande do Sul.
Primeira colônia gaúcha criada no regime republicano, Ijuí vivia grave crise resultante de problemas de gestão e dos constantes desentendimentos entre colonos de quase vinte diferentes nacionalidades (a colônia foi descrita por seu primeiro padre católico, o polonês Antoni Cuber, como a "Babel do Novo Mundo"). Logo após sua chegada a Ijuí, em meados de 1899, Pestana promoveu reunião entre os líderes das comunidades de imigrantes no local hoje conhecido como Alto da União, e obteve sua conciliação. Racionalizou a política de assentamentos rurais, privilegiando famílias com experiência agrícola na distribuição de terras e reservando oportunidades no núcleo urbano aos imigrantes com vocação industrial ou comercial. Deu prioridade a investimentos em infraestrutura e educação, o que contribuiu para a diversificação da economia da colônia. Em 1901, determinou a demarcação e colonização da região conhecida como Cadeado, entre os rios Conceição e Ijuizinho, no atual município de Augusto Pestana.   
Nos quase treze anos e meio da gestão de Augusto Pestana em Ijuí, a população da colônia passou de 6 mil para 28 mil habitantes. A rede de transportes ganhou cerca de 300 quilômetros de estradas e pontes nos principais rios e arroios. Na educação, 16 escolas públicas e 16 particulares foram abertas, com quase 2 mil crianças matriculadas. A colônia, que mal conseguia manter agricultura de subsistência ao final do século XIX, ostentava em 1912 mais de 100 fábricas de alimentos, 70 casas comerciais, 32 moinhos de cereais, 42 engenhos de cana-de-açúcar, 17 serrarias, uma tipografia e quatro hotéis. Mais da metade da produção local era exportada para o restante do Rio Grande do Sul e do Brasil, com destaque na pauta para madeiras, móveis, fumo, milho e banha.
O rápido crescimento econômico e populacional permitiu a elevação de Ijuí a município em 31 de janeiro de 1912, emancipado de Cruz Alta. Augusto Pestana foi o primeiro intendente (o equivalente hoje a prefeito) da cidade. Exerceu o cargo entre 31 de janeiro e 11 de julho daquele ano.

## Deputado federal e fundador da VFRGS

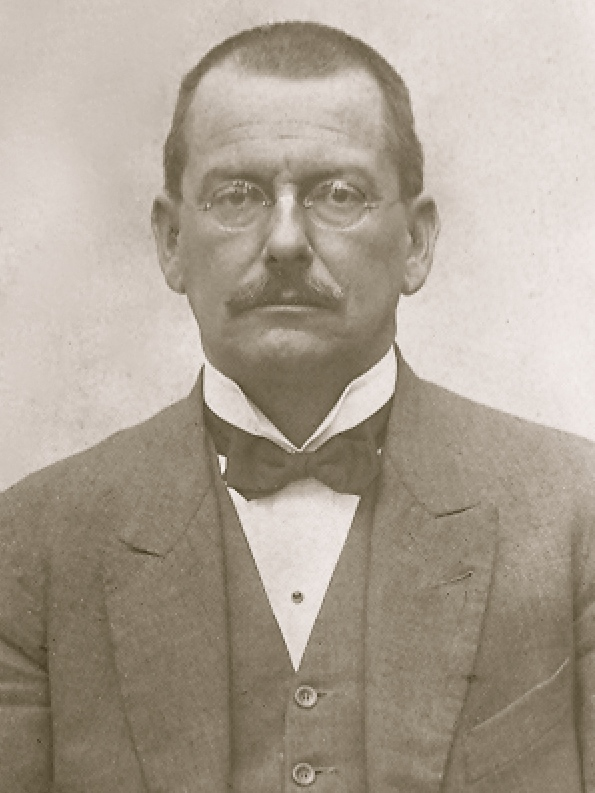
Pestana em 1917.

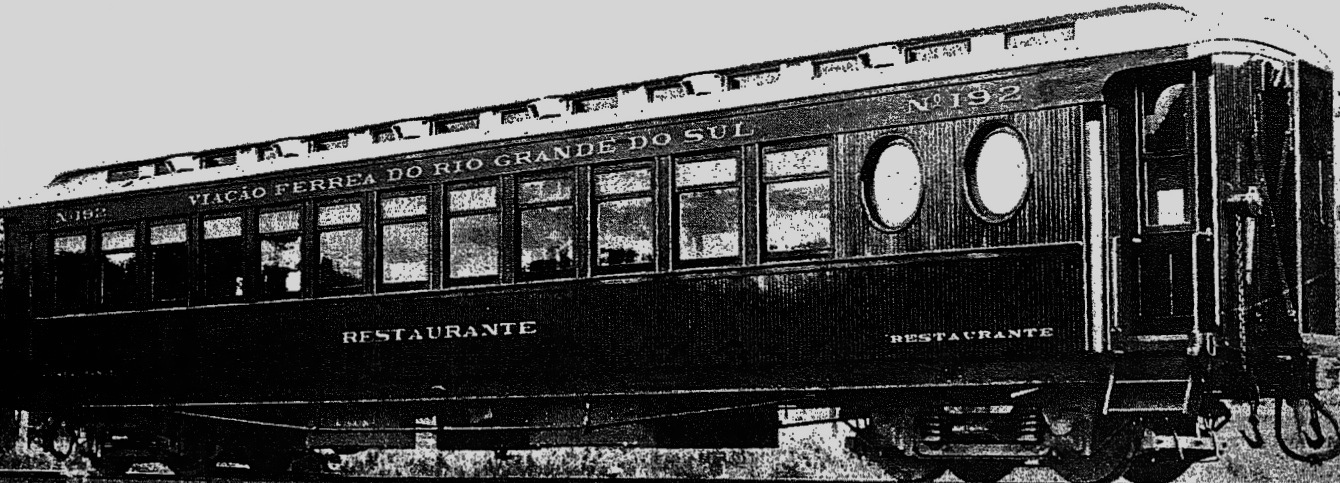
Vagão-restaurante da VFRGS (c.1925), montado nas oficinas da empresa em Santa Maria.

Depois de um período complementar em Ijuí e outro em Porto Alegre como diretor dos Telégrafos, Pestana foi nomeado diretor-presidente da Estrada de Ferro Oeste de Minas pelo presidente Hermes da Fonseca em setembro de 1913. Retornou ao Rio Grande do Sul em dezembro do ano seguinte para ingressar na vida político-partidária. Elegeu-se deputado federal pelo Partido Republicano Rio-Grandense (PRR) em 30 de janeiro de 1915 e 30 de janeiro de 1918.
Na Câmara dos Deputados, foi membro das Comissões de Educação e de Finanças e relator do orçamento de viação e obras públicas, destacando-se como defensor da ampliação e modernização da infraestrutura brasileira. Em 1918, chegou a ser cotado para assumir o Ministério de Viação e Obras Públicas, convite que não se concretizaria pela morte do presidente eleito Rodrigues Alves. Crítico do modelo de concessões a grupos privados estrangeiros então vigente no País, Pestana moveu campanha contra a Compagnie Auxiliaire de Chemins de Fer au Brésil, empresa sediada em Bruxelas, Bélgica, e controlada pelo megaempresário norte-americano Percival Farquhar, que explorava as ferrovias gaúchas desde 1905. Prejudicado pela falta de investimentos de Farquhar e pela má gestão da Auxiliaire, o transporte ferroviário no Rio Grande do Sul encontrava-se à beira do colapso ao final da década de 1910. Em articulação envolvendo o presidente Epitácio Pessoa, o governador Borges de Medeiros e os demais membros da bancada gaúcha no Congresso, Pestana conseguiu que a União aprovasse em 18 de junho de 1920 a estatização da Auxiliaire e a criação da Viação Férrea do Rio Grande do Sul (VFRGS), sob controle do governo gaúcho. Em agosto de 1920, Pestana foi convidado por Borges de Medeiros a assumir a prefeitura de Porto Alegre em substituição a José Montaury, mas preferiu seguir à frente do processo de implantação da nova companhia ferroviária.
Diretor-presidente da VFRGS de 1920 a 1926 (com uma breve interrupção em 1924 para representar a empresa no Rio de Janeiro) e secretário estadual de Viação e Obras Públicas entre 1926 e 1928, Pestana recuperou as linhas ferroviárias gaúchas e adquiriu novas composições, incluindo locomotivas alemãs 2-8-2 preparadas para o uso de carvão nacional como combustível. Preocupado com a dependência do transporte ferroviário brasileiro por carvão mineral importado, estimulou a realização de estudos técnicos para demonstrar o potencial de utilização do carvão nacional. Em 1922, determinou a aquisição do primeiro motor a gasogênio no Brasil, movido exclusivamente com combustível produzido no Rio Grande do Sul.
Apesar de eventos adversos como a Revolução de 1923 e a  Revolta Tenentista de 1924, o volume do transporte ferroviário no Rio Grande do Sul subiu de 1,1 milhão de passageiros em 1920 para mais de 2 milhões em 1928, enquanto os números de carga passaram de 640 mil toneladas para 1 milhão de toneladas nesse mesmo período. Pestana estabeleceu modelo de gestão, investimento e planejamento que asseguraria o bom funcionamento do transporte ferroviário gaúcho até sua absorção pela Rede Ferroviária Federal (RFFSA) em 1959 e seu posterior sucateamento nas décadas de 1960 e 1970. A malha da antiga VFRGS é hoje operada pela empresa  América Latina Logística (ALL), com exceção do trecho de 23 km percorrido por trem turístico entre as cidades serranas de Bento Gonçalves e Carlos Barbosa.
A fundação da extinta Viação Aérea Rio-Grandense (VARIG) por Otto Ernst Meyer coincidiu com a gestão de Pestana na Secretaria Estadual de Viação e Obras Públicas.

## Últimos anos de vida

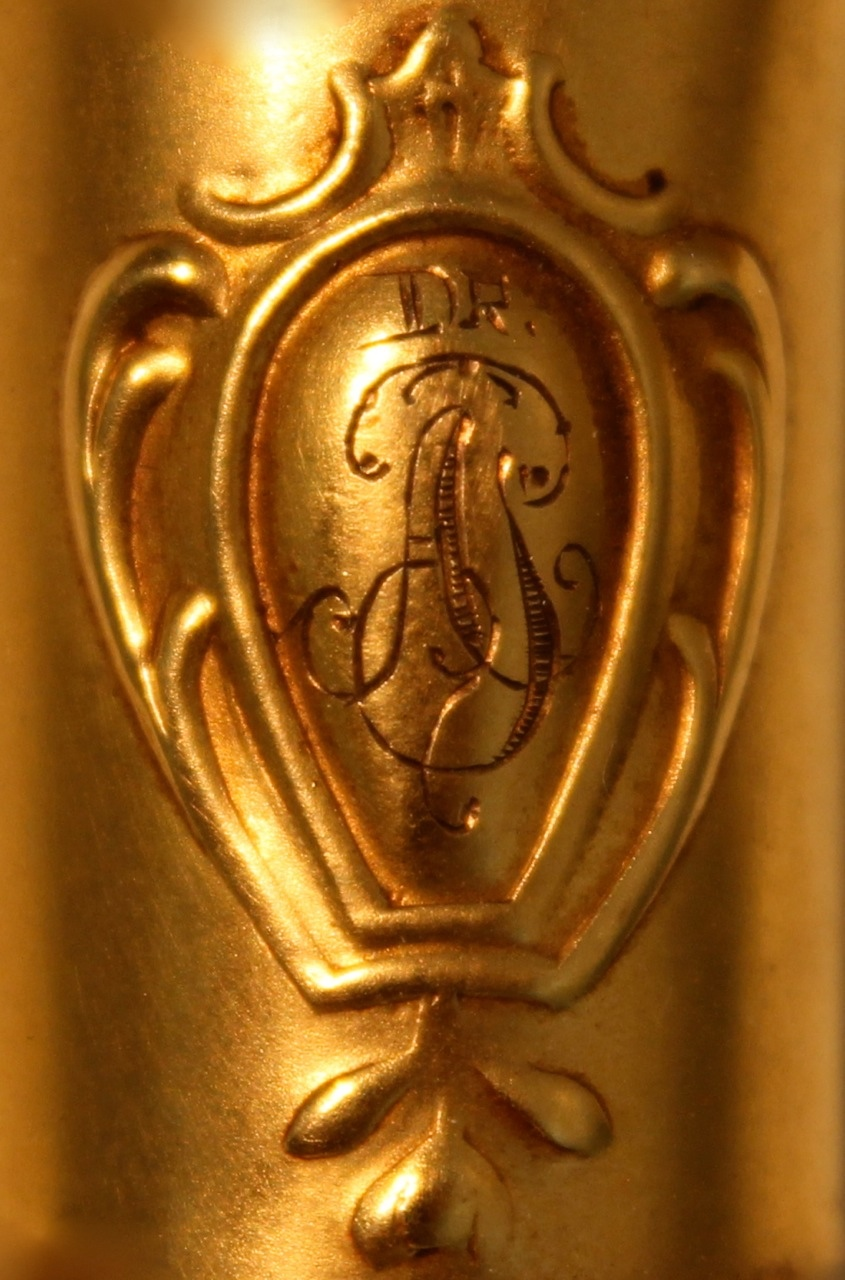
Monograma de Augusto Pestana.

Eleito novamente para a Câmara dos Deputados em 28 de abril de 1928, Pestana foi convidado em setembro daquele ano para comandar o Lloyd Brasileiro, cargo que o teria feito principal representante do Rio Grande do Sul na fase final da administração do presidente Washington Luís. Sua recusa em assumir a presidência da companhia, por alegadas questões de saúde, foi reflexo das articulações políticas que culminariam, alguns meses depois, no lançamento da candidatura de seu amigo e correligionário Getúlio Vargas, então governador do Rio Grande do Sul, à Presidência da República.
Reelegeu-se  deputado federal em 1º de março de 1930, no mesmo pleito em que Vargas disputou a Presidência com o paulista Júlio Prestes, candidato apoiado por Washington Luís. Integrante da ala do PRR que considerava a via armada inconciliável com a doutrina positivista, Pestana preferiu não participar da revolução de 1930. Com a dissolução do Congresso Nacional em 11 de novembro daquele ano, regressou ao Rio Grande do Sul. Seu último cargo público foi o de diretor do porto de Porto Alegre em 1932, no qual se aposentou.
Os derradeiros meses de vida de Pestana foram marcados pela trágica perda de seu filho Celso, oficial da Marinha, morto aos 33 anos de idade no acidente envolvendo o carro que conduzia Getúlio Vargas do Rio de Janeiro a Petrópolis, na noite de 25 de abril de 1933. Celso Pestana havia sido nomeado ajudante-de-ordens do presidente da República na semana anterior, e, em sua primeira missão ao lado de Vargas, foi fulminado por um bloco de granito que, em meio a uma tempestade, se desprendeu da serra e acertou em cheio o veículo presidencial.
De volta ao Rio de Janeiro para um tratamento contra o câncer, Augusto Pestana faleceu na então capital federal em 29 de maio de 1934. Seu corpo está sepultado em Porto Alegre, no Cemitério São Miguel e Almas.

## Legado e família

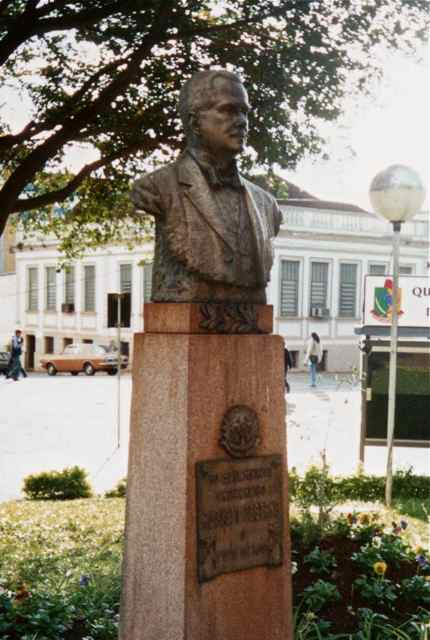
Monumento a Pestana, Praça da República, Ijuí.

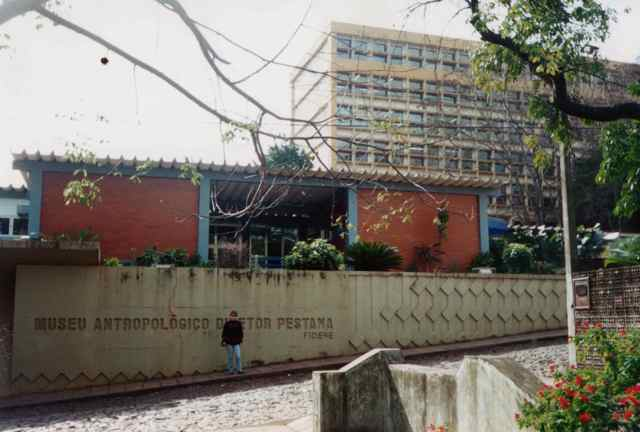
Museu Antropológico Diretor Pestana, Ijuí.

Influenciado pelo positivismo de Comte, Augusto Pestana foi típico integrante da geração que definiu os rumos da República Velha (1889-1930), cuja existência praticamente coincidiu com sua vida profissional e política. Contribuiu de modo decisivo para o desenvolvimento de Ijuí e do noroeste gaúcho, e defendeu, ao longo de toda a sua trajetória, a implementação de políticas públicas robustas nas áreas de educação e infraestrutura, que considerava basilares para o desenvolvimento econômico e social do Rio Grande do Sul e do Brasil. Deixou imagem de administrador honesto, eficiente e conciliador, embora marcada pelo mesmo estilo autoritário e personalista dos governos de Júlio de Castilhos e Borges de Medeiros.
O município de Augusto Pestana, antigo distrito de Ijuí, recebe seu nome, bem como o Museu Antropológico Diretor Pestana, o Colégio Evangélico Augusto Pestana, ambos em Ijuí, e estações ferroviárias e vias públicas em inúmeras cidades do Rio Grande do Sul. Também recebe seu nome a localidade e a estação situadas no ponto mais alto da antiga Estrada de Ferro Oeste de Minas, no município mineiro de Liberdade.
Augusto Pestana casou-se em 1892 com Virgínia da Fontoura Trindade (1873-1933), filha de Miguel Cândido da Trindade (1825-1899), militar e político em Cachoeira do Sul, e neta do líder farroupilha Vicente da Fontoura (1807-1860), ministro da Fazenda na República Rio-Grandense e negociador da paz de Ponche Verde, que pôs fim à Guerra dos Farrapos.
O casal Augusto e Virgínia Pestana teve dez filhos, todos nascidos e criados no Rio Grande do Sul, entre os quais Clóvis Pestana (1904-2001), prefeito de Porto Alegre e ministro dos Transportes nos Governos Dutra e Quadros, Ciro Pestana (1898-1982), desembargador do Tribunal de Justiça do Rio Grande do Sul entre 1952 e 1968 e presidente do Tribunal Regional Eleitoral em 1961-1962, e César Pestana (1894-1977), prefeito de Veranópolis e de São Sebastião do Caí, além do comandante Celso Pestana (1900-1933).
Augusto Pestana é avô do engenheiro João Augusto Chagas Pestana (1936-2020), primeiro presidente do conselho de administração da empresa Rio Grande Energia, e bisavô da economista e militante socialista Vera Sílvia Magalhães (1948-2007), uma das principais lideranças da resistência armada à ditadura militar de 1964-1985, e do político gaúcho Carlos Pestana Neto, secretário-chefe da Casa Civil do Governo do Estado do Rio Grande do Sul entre 2011 e 2014.